# Place El Salvador (Paris)
La place El Salvador est une voie publique située dans le 7e arrondissement de Paris. 

## Situation et accès
Cette place est située à l'intersection des avenues de Breteuil et Duquesne et de la place du Président-Mithouard.
Ce site est desservi par la station de métro Saint-François-Xavier.

## Origine du nom

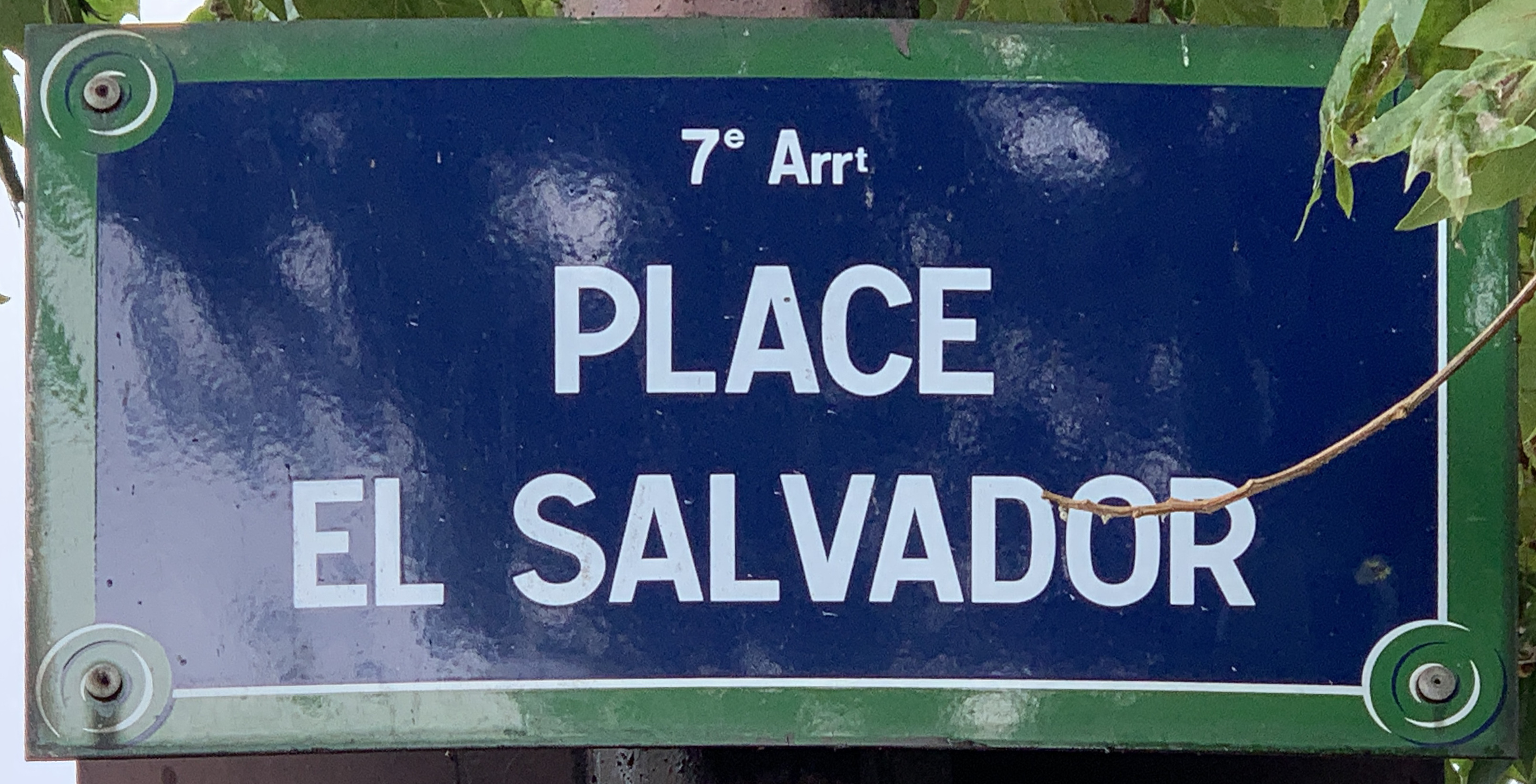
Plaque de la place.

Elle tient son nom du Salvador, un petit État d'Amérique centrale.

## Historique
La place est créée par arrêté du 1er février 1965.

## Sources
- Feuilles parcellaires de la collection de la Ville de Paris, code 89C3 89C1, « Place El Salvador », www.v2asp.paris.fr.